# Уилсон, Мартин
Мартин Норман Уилсон (англ. Martin Norman Wilson, род. 1939, Донкастер) — британский физик, специалист в области прикладной сверхпроводимости, разработки сверхпроводящих магнитов для ускорителей и МРТ-томографов.

## Биография
Родился в 1939 году в семье банковского кассира и школьного учителя. Обучался в Манчестерском университете, но, не получив степени, начал работать в Комиссии по атомной энергии. Диссертацию Уилсон, спустя много лет, всё же защитил именно в Манчестерском университете, на основе опубликованных работ. В 1960 годах перешёл работать в группу Питера Смита в Лаборатории Резерфорда — Эплтона, разрабатывавшей сверхпроводящие магниты для ускорителей частиц. Группой был разработан сверхпроводящий провод из тонких нитей ниобия в медной матрице, а также токонесущий кабель, сплетённый в виде косички из такого провода, впоследствии названный "резерфордовским кабелем" в честь названия лаборатории. Уилсон возглавил группу прикладной сверхпроводимости.
В дальнейшем Уилсон перешёл в компанию Oxford Instruments, где участвовал в разработке первых больших сверхпроводящих соленоидов для магнито-резонансной томографии (МРТ). Также он принимал участие в создании компактного 700 МэВ электронного синхротрона Helios на сверхпроводящих магнитах с полем 4.5 Т, для рентгеновской литографии. Ещё одна работа с участием Уилсона — 12 МэВ сверхпроводящий циклотрон Oscar для производства радиофармпрепаратов. Позже работал в компании над высокотемпературными сверхпроводниками. В течение двух лет работал в ЦЕРНе. Впоследствии неоднократно читал лекции на школах по ускорителям (CAS — CERN Accelerator School).
Обладатель ряда патентов на применение сверхпроводящих магнитов в ускорителях.
В 1989 году награждён Премией Роберта Уилсона совместно с Элвином Толлеструпом за разработку сверхпроводящих магнитов для ускорителей.

## Публикации
- Martin N. Wilson. Superconducting Magnets (англ.). — Clarendon Press. — 1983. — P. 335.
- М.Н. Уилсон. Сверхпроводящие магниты. — Москва, 1985. — 407 с.

- M.N. Wilson. Rate Dependent Magnetization in Flat Twisted Superconducting Cables // RHEL/M/A26. — Rutherford High Energy Laboratory, 1972.
- D.B. Thomas, N.M. Wilson. Filamentary Superconductors for Pulsed Magnets // Proc. 4th International Conference on Magnet Technology. — 1972. — С. 493-497.
- M. Wilson. Stabilization of superconductors for use in magnets // IEEE Transactions on Magnetics. — 1977. — Т. 13, вып. 1. — С. 440-446. — doi:10.1109/TMAG.1977.1059290.
- M. Wilson. Some basic problems of superconducting magnet design // IEEE Transactions on Magnetics. — 1981. — Т. 17, вып. 5. — doi:10.1109/TMAG.1981.1061267.
- P. Bauer, R. Wolf, L.R. Oberli, M.N. Wilson. Minimum quench energies of LHC strands // IEEE Trans.Appl.Supercond.. — 1999. — Т. 9. — С. 1137-1140.
- Martin N. Wilson. 100 Years of Superconductivity and 50 Years of Superconducting Magnets // IEEE Transactions on Applied Superconductivity. — 2012. — Т. 22, вып. 3. — doi:10.1109/TASC.2011.2174628.